# Welterbe im Königreich Dänemark
Zum Welterbe im Königreich Dänemark gehören (Stand 2025) 13 UNESCO-Welterbestätten, darunter neun Stätten des Weltkulturerbes und vier Stätten des Weltnaturerbes. Dänemark hat die Welterbekonvention 1979 ratifiziert, die erste Welterbestätte wurde 1994 in die Welterbeliste aufgenommen. Die bislang letzte Welterbestätte wurde 2025 eingetragen.

## Welterbestätten
Die folgende Tabelle listet die UNESCO-Welterbestätten in Dänemark in chronologischer Reihenfolge nach dem Jahr ihrer Aufnahme in die Welterbeliste (K – Kulturerbe, N – Naturerbe, K/N – gemischt, (G) – auf der Liste des gefährdeten Welterbes).
| Bild                                                              | Bezeichnung                                                                         | Jahr       | Typ | Ref. | Beschreibung |
| ----------------------------------------------------------------- | ----------------------------------------------------------------------------------- | ---------- | --- | ---- | --- |
| Grabhügel, Runen und Kirche von Jelling                           | Grabhügel, Runen und Kirche von Jelling (Lage)                                      | 1994       | K   | 697  | Die Welterbestätte umfasst die vor 1100 gebaute Dorfkirche von Jelling, zwei in der Nähe liegende Grabhügel und die zwei Runensteine von Jelling. Die Runensteine sind dänischen Königen gewidmet und thematisieren deren Taten. Sie entstanden Mitte bis Ende des 10. Jahrhunderts. Erfülltes Kriterium für Weltkulturerbe: iii.                                                                                                |
| Kathedrale von Roskilde                                           | Kathedrale von Roskilde (Lage)                                                      | 1995       | K   | 695  | Die 1280 fertiggestellte Kathedrale zu Roskilde ist der erste gotische Dom aus Backstein und trug maßgeblich zur Verbreitung der Backsteingotik bei. Erfüllte Kriterien für Weltkulturerbe: ii., iv. |
| Schloss Kronborg bei Helsingør                                    | Schloss Kronborg bei Helsingør (Lage)                                               | 2000       | K   | 696  | Das Schloss Kronborg ist eine Festung in Helsingør auf einer Landzunge am äußersten nordöstlichen Ende der dänischen Insel Seeland. Erfülltes Kriterium für Weltkulturerbe: iv. |
| Ilulissat-Eisfjord (Grönland)                                     | Ilulissat-Eisfjord (Grönland) (Lage)                                                | 2004       | N   | 1149 | Ilulissat-Eisfjord hat auf Grund seiner gewaltigen Ausmaße und seiner guten Erreichbarkeit viel zur Erforschung des Aufbaus des grönländischen Eisschildes, des Klimawandels und verwandter geomorphologischer Prozesse beigetragen. Erfüllte Kriterien für Weltnaturerbe: vii., viii. |
| Wattenmeer                                                        | Wattenmeer                                                                          | 2014       | N   | 1314 | 2014 wurde das UNESCO-Weltnaturerbe Wattenmeer, das bis dato nur deutsche und niederländische Gebiete umfasst hat, um große Teile des dänischen Wattenmeers (Nationalpark Vadehavet) erweitert. Erfüllte Kriterien für Weltnaturerbe: viii., ix, x. |
| Stevns Klint                                                      | Stevns Klint (Lage)                                                                 | 2014       | N   | 1416 | Diese geologische Stätte umfasst eine 15 Kilometer lange, fossilienreiche Steilküste. Die Stätte bietet außergewöhnliche Beweise für den Einschlag des Chicxulub-Meteoriten am Ende der Kreidezeit. Erfülltes Kriterium für Weltnaturerbe: viii. |
| Siedlungen der Herrnhuter Brüdergemeine                           | Siedlungen der Herrnhuter Brüdergemeine (Lage)                                      | 2015, 2024 | K   | 1468 | Im Zentrum der Stadt Christiansfeld befindet sich eine gut erhaltene Siedlung der Herrnhuter Brüdergemeine. Die 2015 in das Weltkulturerbe aufgenommenen Siedlung Christiansfeld in Dänemark wurde um die Gemeinde Herrnhut in Sachsen, dem Ursprung der Herrnhuter Brüdergemeine (englisch: Moravian Church), Bethlehem in Pennsylvania und Gracehill in Nordirland erweitert. Erfüllte Kriterien für Weltkulturerbe: iii., iv. |
| Parforcejagdlandschaft in Nordseeland                             | Parforcejagdlandschaft in Nordseeland                                               | 2015       | K   | 1469 | Die historischen Jagdlandschaften der dänischen Könige umfassen Store Dyrehave, das Waldgebiet Gribskov und Jægersborg Dyrehave. Die barocke Kulturlandschaft im Norden der Insel Seeland zeigt das Zusammenwirken von Mensch und Natur. Erfüllte Kriterien für Weltkulturerbe: ii., iv. |
| Igaliku                                                           | Kujataa auf Grönland: eine nordische und Inuit-Agrarlandschaft am Rand der Eisdecke | 2017       | K   | 1536 | Umfasst die fünf Regionen Qassiarsuk, Igaliku, Sissarluttoq, Tasikuluulik (Vatnahverfi) und Qaqortukulooq (Hvalsey). Die Kulturlandschaft wurde von zwei historischen Jagd- und Bauernkulturen geschaffen: einer altnordischen Kultur aus dem späten 10. bis zum 15. Jahrhundert und einer europäisch beeinflussten Inuit-Kultur ab dem 18. Jahrhundert. Erfülltes Kriterium für Weltkulturerbe: v.                              |
| Aasivissuit – Nipisat. Jagdgründe der Inuit zwischen Eis und Meer | Aasivissuit – Nipisat. Jagdgründe der Inuit zwischen Eis und Meer                   | 2018       | K   | 1557 | Die im zentralen Westgrönland gelegene Kulturlandschaft umfasst große Winterresidenzen, Spuren der Karibu-Jagd und archäologische Fundorte der Paleo-Inuit- und Inuit-Kulturen aus über 4.200 Jahren menschlicher Geschichte. Zur Welterbestätte gehören sieben Orte von Nipisat im Westen bis Aasivissuit im Osten. Erfülltes Kriterium für Weltkulturerbe: v.                                                                  |
| Wikingerzeitliche Ringburgen                                      | Wikingerzeitliche Ringburgen                                                        | 2023       | K   | 1660 | Umfasst die Burgen Aggersborg, Fyrkat, Nonnebakken, Trelleborg und Borgring. Erfüllte Kriterien für Weltkulturerbe: iii., iv. |
| Møns Klint                                                        | Møns Klint                                                                          | 2025       | N   | 1728 | Erfülltes Kriterium für Weltnaturerbe: viii. |

## Tentativliste
In der Tentativliste sind die Stätten eingetragen, die für eine Nominierung zur Aufnahme in die Welterbeliste vorgesehen sind.

### Aktuelle Welterbekandidaten
Derzeit (2025) sind fünf Stätten in der Tentativliste von Dänemark eingetragen. Die letzte Eintragung erfolgte im Dezember 2023.
Die folgende Tabelle listet die Stätten in chronologischer Reihenfolge nach dem Jahr ihrer Aufnahme in die Tentativliste.
| Bild | Bezeichnung | Jahr | Typ | Ref. | Beschreibung |
| --- | --- | ---- | --- | ---- | --- |
| Schloss Amalienborg und Umgebung | Schloss Amalienborg und Umgebung | 1993 | K   | 179  | |
| Das maritime Erbe der Altstadt und des Hafens von Dragør – Eine ‘Skipper-Stadt’ aus der Zeit der großen Schiffe im 18. und 19. Jahrhundert | Das maritime Erbe der Altstadt und des Hafens von Dragør – Eine ‘Skipper-Stadt’ aus der Zeit der großen Schiffe im 18. und 19. Jahrhundert | 2019 | K   | 6375 | |
| Seegrashäuser und Seesalzhütten, Insel Læsø                                                                                                | Seegrashäuser und Seesalzhütten, Insel Læsø                                                                                                | 2023 | K   | 6692 | Teil des Vorschlags sind derzeit Museumsgården, Hedvigs Hus und die Kulturlandschaft rund um die Meersalzproduktion. Mehr Stätten sollen noch folgen.                   |
| Die Knochenfischfossilien des westlichen Limfjordes: Evolution und Klimaanpassung im frühesten Eozän                                       | Die Knochenfischfossilien des westlichen Limfjordes: Evolution und Klimaanpassung im frühesten Eozän                                       | 2023 | N   | 6693 | Stand bereits unter dem Namen Molerlandschaft des Limfjord seit 2010 auf der Tentativliste. Genannt werden Hanklit sowie Knudeklint. Die Stätte ist für 2026 nominiert. |
| Arbeiter-Versammlungssäle (Dänemark) | Arbeiter-Versammlungssäle (Dänemark) (Lage)                                                                                                | 2023 | K   | 6695 | Es handelt sich um einen transnationalen Vorschlag zusammen mit Australien und Argentinien. In Dänemark ist das Arbeitermuseum in Kopenhagen Teil der Nominierung.      |

### Ehemalige Welterbekandidaten
Diese Stätten standen früher auf der Tentativliste, wurden jedoch wieder zurückgezogen oder von der UNESCO abgelehnt. Stätten, die in anderen Einträgen auf der Tentativliste enthalten oder Bestandteile von Welterbestätten sind, werden hier nicht berücksichtigt.
| Bild                                 | Bezeichnung                                 | Jahr      | Typ | Ref. | Beschreibung                                                                     |
| ------------------------------------ | ------------------------------------------- | --------- | --- | ---- | -------------------------------------------------------------------------------- |
| Schloss Liselund, Park und Pavillons | Schloss Liselund, Park und Pavillons (Lage) | 1993–1996 | K   |      |                                                                                  |
| Møgeltønder, Schlossstraße           | Møgeltønder, Schlossstraße (Lage)           | 1993–1996 | K   |      | 1680 angelegte, zum Schloss Schackenborg führende Straße in dem Dorf Møgeltønder |
| Altstadt von Ribe                    | Altstadt von Ribe (Lage)                    | 1993–1996 | K   |      | Historisches Zentrum der Stadt Ribe                                              |
| Schloss Rosenborg                    | Schloss Rosenborg (Lage)                    | 1993–1996 | K   |      |                                                                                  |
| Vor Frelsers Kirke in Kopenhagen     | Vor Frelsers Kirke in Kopenhagen (Lage)     | 1993–1996 | K   |      |                                                                                  |